# مولیسو

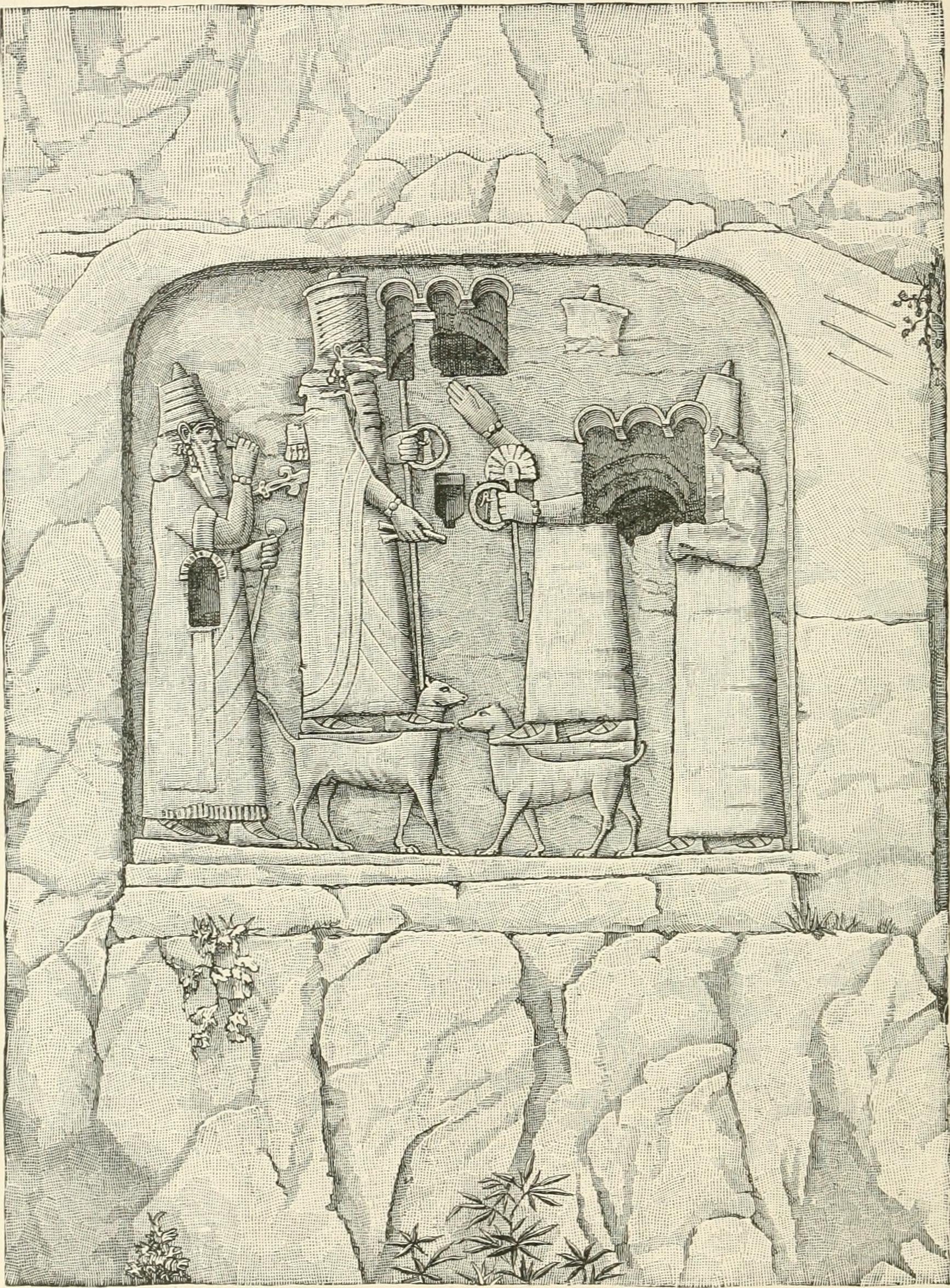
تصویر مولیسو ، همسر آشور در اساطیر آشوری ها

مولیسو یک الهه بین‌النهرینی است و به عنوان همسر آشور شناخته می‌شد. مولیسو ممکن همان نینلیل همسر انلیل باشد که آشوری‌ها تصور می‌کردند. با وجود این در دوران امپراطوری آشوری نو این الهه در کنار ایشتار تصور می‌شد.
همچنین گفته شده‌است که مولیسو همان الهه است که هرودوت آن را مِیلیتا نامیده و آن را با آفرودیت یکسان دانسته است.